# CD 마가야네스
CD 마가야네스(Club Deportivo Magallanes)는 칠레 산티아고 수도주 산베르나르도를 연고로 하는 축구 클럽이다. 이 팀은 1897년 10월 27일에 창단되었다. 현재는 프리메라 B 데 칠레에 참가하고 있다.

## 선수 명단

### 현역
- 줄리안 알파로(2019 ~ 2021, 2022 ~ )
- 디에고 비엘키에비츠(2020 ~ )
- 호아킨 라리베이(2023 ~ )
- 앙헬 카예타노(2024 ~ )
- 호아킨 고테스만(2024 ~ )